# Hundested
Hundested is een plaats en was tot 1 januari 2007 een gemeente in Denemarken.

## Voormalige gemeente
De oppervlakte bedroeg 31,63 km². De gemeente telde 9913 inwoners waarvan 4956 mannen en 4957 vrouwen (cijfers 2005). Op 1 januari 2007 is de gemeente overgegaan in de nieuwe gemeente Frederiksværk-Hundested die inmiddels is omgedoopt tot Halsnæs.

## Ligging
De plaats ligt in de gemeente van Halsnæs in de regio Midden-Jutland. Enkele plaatsen die grenzen aan Hundested zijn Kikhavn, Ullerup en Tømmerup. De plaats ligt aan de Primærrute 16. Tussen de plaats en Rørvig aan de overkant mondt het Isefjord uit, dat verder gaat in het Kattegat. Het Kattegat begint aan de noordzijde van Hundested.

## Vervoer

### Trein
Sinds 1916 is het hoofdtreinstation het eindstation van de treinverbinding met Frederiksværk en Hillerød. Daarnaast zijn er nog twee stations in de plaats; Vibehus en Hundested havn, dat gelegen is direct naast de haven.

### Veerdienst
In de haven van Hundested vertrekt een veerdienst naar Rørvig, daarnaast gaat van Sølager een veerboot naar Kulhuse. Vanaf 1934 tot en met 1996 stond de stad in verbinding met Grenaa in Jutland.

## Geboren in Hundested
- Knud Rasmussen (1879-1933), ontdekkingsreiziger
- Morten Nordstrand (1983), voetballer

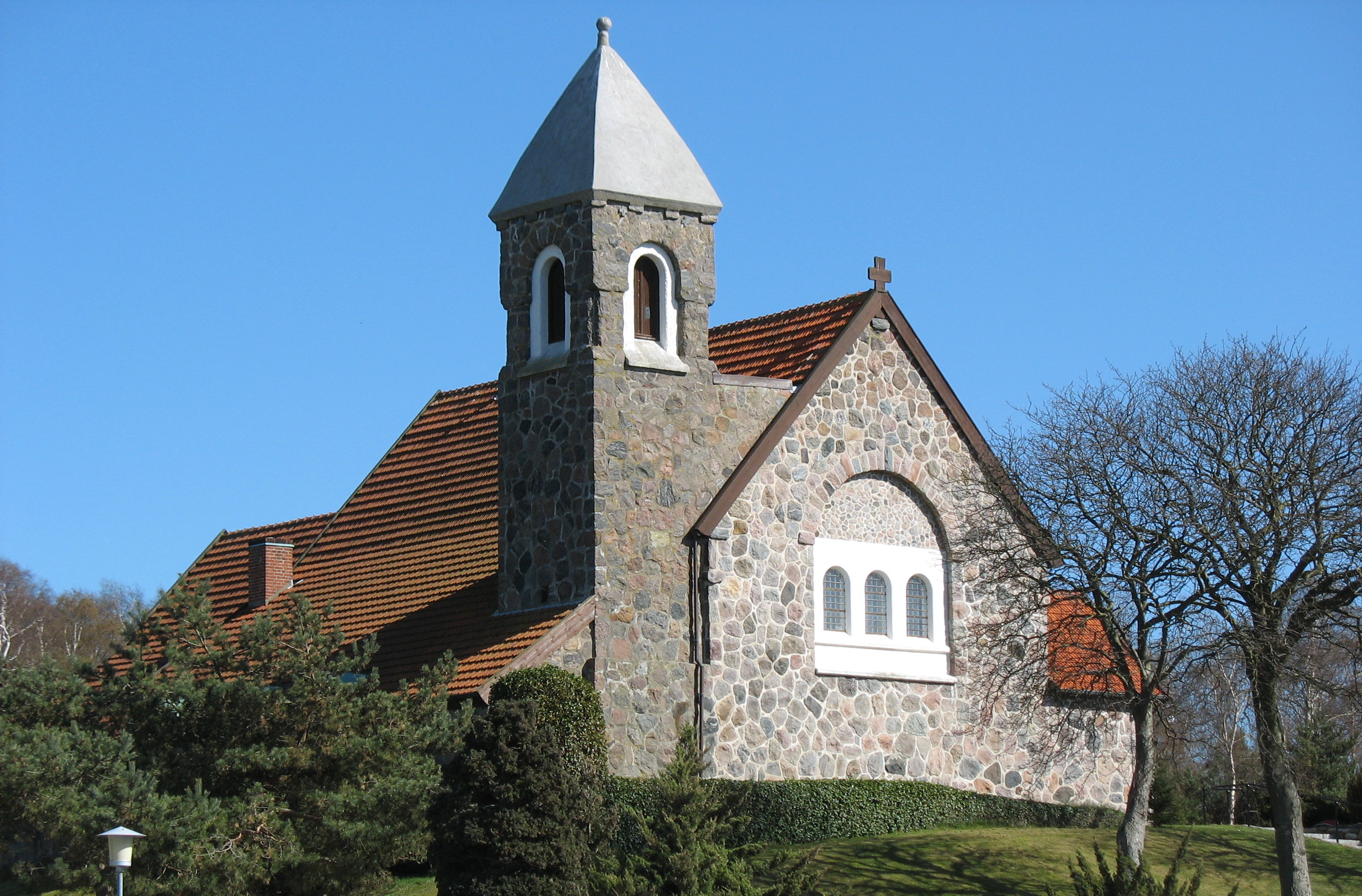
De Lynæs kirke in Hundested

- MusicBrainz: 2604f44f-8309-4234-91ef-89c69e973fec
- Virtual International Authority File: 236046408
- WorldCat: E39PBJghqvCfbpgWwJkDyBJYyd